# Altri (Lost)
(Ana Lucia Cortez, Abbandono)

Uno scorcio della Base e dei suoi abitanti, gli Altri

Gli Altri sono un gruppo di personaggi della serie televisiva Lost. Sono i componenti di una misteriosa comunità che vive sull'isola dove si schianta l'aereo dei protagonisti e che assumono, all'interno della serie, inizialmente il ruolo di antagonisti, per poi fare fronte comune con i sopravvissuti per difendersi dal nemico comune rappresentato dall'equipaggio del Kahana. Sono stati inseriti dalla rivista statunitense Wizard al 98º posto in una ideale graduatoria dei più grandi cattivi di tutti i tempi.

## Il nome
Il mistero che circonda la comunità comincia già dal nome della stessa, dato che i componenti non hanno mai usato una denominazione ufficiale, almeno non da quanto si è visto nel corso della serie. Nel corso del telefilm i diversi gruppi che li hanno incontrati hanno dato loro nomi diversi:
- i Nemici (the Hostiles; nel doppiaggio italiano della quinta stagione, gli Ostili) è il nome usato dai membri del Progetto DHARMA e dai loro affiliati. Viene usato per la prima volta nella seconda stagione del telefilm in un dialogo tra Kelvin e Desmond[2], ma seguendo l'ordine cronologico della serie la prima menzione del termine è da attribuire a una bambina, Annie, che in un flashback dirà a Ben che ad attaccare il campo "sono solo i Nemici"[3]. In generale, con questo termine ci si riferisce alla comunità presente sull'isola prima della Purga che ha coinvolto il Progetto DHARMA e prima dell'arrivo degli stessi componenti del Progetto sull'isola;
- loro (they) è il nome usato dai sopravvissuti della sezione di coda del volo Oceanic 815 in seguito ai frequenti incontri avuti con la comunità nei loro primi 48 giorni di permanenza sull'isola. La prima ad usare questo termine nella serie è Libby, che suggerisce a Michael di non andare in una certa direzione poiché "è da lì che vengono loro"[4];
- gli Altri (the Others) è il termine senz'altro più usato nel corso della serie. È stato coniato da Danielle[5] e successivamente utilizzato dai sopravvissuti della sezione centrale del volo Oceanic 815 in seguito all'incontro con la francese. Da notare come lo stesso termine sia stato in seguito utilizzato con disinvoltura anche da un ex-componente della comunità, Juliet, quando dice a Jack che "non è facile essere un Altro"[6];
- i Portatori (the Carriers) è un termine che compare solo una volta nella serie, usato da Danielle Rousseau durante l'interrogatorio a Sayid[5]. Secondo la donna, gli Altri sarebbero i portatori della malattia che ha decimato il gruppo di ricerca di cui faceva parte;
- i buoni (the good guys) è un termine usato da Ben quando Michael gli chiede chi siano lui e la sua gente[2]. Tale nominativo, più che identificare tale gruppo, vuole probabilmente essere solo una battuta ironica.

## Aspetto e motivazioni degli Altri
Fino alla fine della seconda stagione, gli Altri sono apparsi agli occhi dei sopravvissuti come individui dall'apparenza selvaggia, indossando vestiti laceri e soggiornando in tende ricoperte di pelli animali. In realtà, come si vede dalla terza stagione, gli Altri hanno acquisito in seguito alla Purga gran parte della tecnologia del Progetto DHARMA, rendendoli capaci di comunicare con il mondo esterno sia attraverso collegamenti televisivi e radio sia con mezzi fisici, come il sottomarino Galaga.
Le esatte motivazioni che spingono gli Altri sono tuttora ignote. Fra le azioni da loro compiute ci sono il rapimento di Claire e di alcuni bambini (fra cui Alex, che Ben cresce come sua figlia), probabilmente ricollegabili all'elevata mortalità delle donne incinte sull'isola e ad alcuni omicidi. Il gruppo sembra inoltre essere molto interessato alle persone fra i sopravvissuti che presentano particolari qualità, come Walt e Locke, e considerate per questo "speciali".

## Residenze degli Altri e altriluoghi
All'inizio della terza stagione si è scoperto come gli Altri vivano in un piccolo villaggio nel nord dell'isola, composto di villette non dissimili da quelle visibili in qualsiasi sobborgo urbano, complete di mobilio, acqua corrente ed elettricità. Sono inoltre provvisti di molti comuni elettrodomestici come forni e lettori di CD: la terza stagione inizia proprio con l'inserimento di un CD nell'apposito lettore, con la successiva riproduzione di Downtown di Petula Clark. Hanno anche un club del libro, in cui si discutono libri relativamente recenti (un esempio è Carrie). Il villaggio è in realtà la Base (nel doppiaggio italiano della seconda stagione "le Baracche", tradotto dall'originale the Barracks), il complesso di alloggi costruito dalla Hanso Foundation e destinato ad accogliere i membri del Progetto DHARMA e che, in seguito alla Purga, è passato sotto il controllo degli Altri.
La Base non è l'unico avamposto del Progetto utilizzato dagli Altri. Il Caduceo è stato infatti frequentemente utilizzato negli anni nel tentativo di portare a buon fine le gravidanze delle donne del gruppo. La Fiamma viene usata dagli Altri (nello specifico, da Mikhail) per comunicare con il mondo esterno. L'Idra viene usata da Ben per tenere prigionieri Jack, Kate e Sawyer, ma secondo Karl vi si svolgono anche dei "progetti" non ben definiti. La Perla viene usata per spiare i sopravvissuti. Lo Specchio è tenuto sotto sorveglianza da Ben per limitare le comunicazioni con il mondo esterno.

## Componenti degli Altri
- Jacob: è il misterioso leader degli Altri, mai apparso fino agli episodi finali della quinta serie, se non per un breve attimo come silhouette nell'ombra della sua casa. Prima sembra che solo Ben e successivamente Locke siano in grado di vederlo (il primo) e sentirlo (il secondo), nell'ultima puntata della quinta serie Ben ammetterà di non averlo mai visto. Abita in una cascina nell'interno della giungla, che sembra in grado di spostarsi autonomamente. Nella quinta stagione di Lost si viene a sapere che Jacob si trova all'interno del piede che resta della statua gigante presente sull'isola. Sempre da quanto appare nella quinta stagione si desume che Jacob abbia un'età indefinita, in quanto compare sulla spiaggia seduto assieme ad un altro uomo quando la statua è ancora intera mentre discutono di un veliero che appare all'orizzonte e che è diretto verso l'isola.
- Benjamin Linus: leader degli Altri "sul campo", uno dei personaggi principali della serie. In precedenza appartenente al progetto DHARMA, lo ha poi tradito, uccidendone tutti i componenti e unendosi ai "Nemici".
- Tom: il suo nome viene rivelato solo alla fine della seconda stagione (in precedenza, veniva chiamato dagli autori "Mr. Friendly"). È uno degli Altri più autorevoli e leali a Ben, da cui viene incaricato delle missioni più importanti, come andare a New York a reclutare Michael. È uno dei pochi personaggi omosessuali della serie.
- Richard Alpert: uno degli Altri più misteriosi e fa parte del gruppo originale dei "Nemici" (è proprio lui a "reclutare" Ben). Sembra non invecchiare mai, poiché appare in vari momenti della storia ambientati dagli anni cinquanta ai giorni nostri, senza alcun visibile cambiamento estetico.
- Juliet Burke: reclutata a Miami da Richard per condurre delle ricerche sulla gravidanza, rimane sull'isola per circa tre anni prima dell'arrivo dei sopravvissuti del volo Oceanic 815, a cui in seguito si unisce.
- Danny Pickett: è uno degli Altri più violenti. Si occupa della supervisione dei lavori in un cantiere. Quando la moglie, Colleen, viene uccisa da Sun, sfoga la sua rabbia su Sawyer, arrivando quasi ad ucciderlo.
- Bea Klugh: carceriera di Michael durante la sua permanenza al villaggio esca, gli pone strane domande su Walt.
- Ethan Rom: è il primo Altro a comparire nella serie, come spia fra i sopravvissuti della sezione centrale del volo Oceanic 815. In seguito rapisce Claire per condurre degli esami sulla sua gravidanza. È il chirurgo degli Altri.
- Goodwin Stanhope: è la spia inviata da Ben fra i sopravvissuti della sezione di coda. In precedenza, aveva intrecciato una relazione con Juliet.
- Alexandra "Alex" Rousseau: è la figlia di Danielle, cresciuta da Ben come fosse sua figlia. Ha un fidanzato, Karl, malvisto da Ben che teme possa metterla incinta.
- Mikhail Bakunin: di origine ucraina, Mikhail è l'Altro destinato alla stazione Fiamma, da cui trae informazioni per Ben. Ha una benda che gli copre l'occhio destro mancante.
- Isabel: è la misteriosa donna che presso gli Altri svolge una funzione di sceriffo, mantenendo ordine e giustizia. Nella terza stagione è lei ad incarcerare Juliet dopo aver sparato a Pickett. Parla fluentemente il cinese e perfino Ben sembra avere soggezione per lei.